# Rockwood (Illinois)
Rockwood è un villaggio degli Stati Uniti d'America, situato nello Stato dell'Illinois, nella contea di Randolph.